# Seine Hoheit, der Eintänzer
Seine Hoheit, der Eintänzer ist ein 1926 gedrehter österreichischer Stummfilm von Karl Leiter. In Deutschland lief er unter dem Titel Hotel Erzherzogin Viktoria.

## Handlung
Wien 1918: Das Habsburger-Reich ist zerfallen und viele Menschen sind führungslos geworden und müssen sich neu orientieren. Besonders hart trifft es die weitläufige kaiserliche Familie, denn ihre Mitglieder sind gezwungen, das von ihnen viele Jahrhunderte lang regierte Land, das nun zu einem Zwergstaat geworden ist, quasi über Nacht zu verlassen. Auch die junge Erzherzogin Viktoria ist davon betroffen. Sie muss nicht nur Österreich hinter sich lassen, sondern auch noch ihren Geliebten Prinz Otto Mansperg, den jüngeren Sohn ihres einst treu ergebenen alten Obersthofmeisters Fürst Ottokar Mansperg. Kurz vor ihrer Abreise vertraut sie ihm die Schatulle mit dem kostbaren Familienschmuck an, damit die Staatspolizei bei ihrer Ausreise nicht im letzten Moment die Preziosen konfisziert. 
Ottos älterer Bruder Albrecht, ein wahrer Tunichtgut, hat sich aufgrund verfehlter Spekulationen in die Hände von Wucherern begeben, die ihm nun die Daumenschrauben andrehen. In seiner Not macht er lange Finger und stiehlt Viktorias kostbare Diamanten. In der Schatulle entdeckt Albrecht auch Ottos Liebesbriefe an die Erzherzogin und setzt diesen damit unter Druck, ihn nicht zu verraten. Damit gerät Otto in den Verdacht, ein Schmuckdieb zu sein, was dazu führt, dass der entsetzte Fürstenvater seinen jüngsten Sohn kurzerhand vor die Tür setzt. Aller Möglichkeiten auf ein normales Weiterleben beraubt, beschließt Otto, der stürmischen, unruhigen Zeit entsprechend, sich seinen Lebensunterhalt als Eintänzer in einer verkommenen Pinte namens Trocadero zu verdienen.
Als Erzherzogin Viktoria vom Diebstahl erfährt, kehrt sie heimlich nach Wien zurück und macht sich auf die schwierige Suche nach ihrem Geliebten Otto. In einem obskuren Null-Sterne-Etablissement kann sie ihn wenig später auftun. Prompt klopft gleich darauf die Sittenpolizei an die Tür. Man öffnet, und die Erzherzogin hat nun alle Mühe, im strengen Verhör der Beamten ihre wahre Identität zu verhehlen. Die Schlinge zieht sich immer enger um den Hals des Ex-Prinzen Otto, da naht Rettung in Gestalt der kleinen Ballerina Steffi Haidegger. Das junge Mädchen, das heimlich in Otto verliebt ist, arbeitet in derselben Nachtbar wie er und kann den Beweis seiner Unschuld aushändigen. Zugleich wird ihr aber auch die Unmöglichkeit ihrer Liebe zu ihm vor Augen geführt, und so kehrt Steffi traurig ins Trocadero zurück, um dort im Tanz ihren Liebesschmerz zu vergessen. Dank der Heirat mit Otto Mansperg erwirbt die einstige Erzherzogin schließlich das Recht, im Land zu bleiben.

## Produktionsnotizen
Seine Hoheit, der Eintänzer wurde 1926 im Wiener Listo-Film-Atelier gedreht und am 15. Januar 1927 in Wien uraufgeführt. Der mit Jugendverbot belegte Streifen besaß sechs Akte, verteilt auf 2683 Meter Länge.
Artur Berger gestaltete die Filmbauten. Es tanzt das Ballett der Wiener Staatsoper.

## Kritiken
Mein Film resümierte: „Wieder hat die neuerwachte österreichische Filmindustrie einen Film geschaffen, der seinen Weg ins Ausland machen wird. Der von Karl Leiter [...] geschaffene Film ist ein durchaus spannender und äußerst wirksamer Publikumsfilm, der sich insbesonders durch die originelle und stets geschmackvolle Szenenführung, vor allem aber durch ganz ausgezeichnetes Spiel, aus der Masse gleichartiger Filmwerke heraushebt. Das handfeste Buch von Walter Reisch führt uns in die Umsturztage zurück.“
Im Film Archiv Austria ist zu lesen: “Austria piccola: Auf dem Tanzboden der Realität sprießen wieder Träume. Die frühe Nachkriegszeit in Wien. Die Monarchie ist endlich weg. Die Habsburger? Auf den Straßen verflucht! Saint Germain, Geldentwertung, Inflation, Hunger, Kinderelend wiegen schwer. Ein verarmter Adliger hält sich als Eintänzer in einer Bar über Wasser. Er gerät in Verdacht, seine geliebte Herzogin Viktoria bestohlen zu haben, doch es war der Bruder, der die Juwelen heimlich verkaufte. Anny Ondra als Tänzerin ist die Fee, die alles zum Guten wendet. Die gezeigte Kopie, im Dye-Tinting-Verfahren hergestellt, erlebte eine komplizierte Rekonstruktionsgeschichte.”